# Hôtel de l'Esclopart
L’hôtel de l'Esclopart est un hôtel particulier situé 3 rue Henri-Germain à Cognac, dans le département de la Charente.